# 10907 Савалль
10907 Савалль (10907 Savalle) — астероїд головного поясу, відкритий 6 грудня 1997 року.
Тіссеранів параметр щодо Юпітера — 3,307.